# Sweet Release (Reese Wynans)
Sweet Release is het eerste album van toetsenist Reese Wynans. Hij heeft als sessiemuzikant met veel bekende artiesten gespeeld en bracht op 71-jarige leeftijd zijn eerste eigen album uit. Op deze plaat werkt hij samen met veel prominente muzikanten.
Reese Wynans speelde samen met Dickey Betts en Berry Oakley in The Second Coming. Uit die band is in 1969 The Allman Brothers Band ontstaan. In die band speelde Gregg Allman de toetsen en er was geen plaats voor Wynans. Later speelde hij bij Double Trouble, de begeleidingsband van wijlen Stevie Ray Vaughan. Als sessiemuzikant speelde hij o.a. met Boz Scaggs, Carole King, Willie Nelson, Hank Williams jr., Buddy Guy en John Mayall.
Bewonderaar Joe Bonamassa verzamelde een aantal prominente muzikanten om dit album op te nemen. Bonamassa heeft het album geproduceerd en speelt gitaar op een aantal nummers. Andere muzikanten zijn o.a. soullegende Sam Moore (van het duo Sam & Dave), voormalige Double Trouble drummer Chris Layton en bassist Tommy Shannon, ex-Allman Brothers Band en Gov't Mule gitarist Warren Haynes, Vince Gilland (Eagles), Jimmy Hall (Wet Willie), blueszanger/gitarist Keb’ Mo’ en Bonnie Bramlett van Delaney & Bonnie.
Op dit album staan vier nummers van Stevie Ray Vaughan, twee nummers van de oude bluesartiest Tampa Red en onder meer een nummer van Boz Scaggs, the Beatles, the Band en funkband the Meters. Er staan meest swingende blues- rocknummers op dit album met enkele rustige nummers. Sweet Release is een soulballad met veelstemmige zang. Riviere Paradise is een lang, ingetogen instrumentaal nummer en  Blackbird wordt gespeeld op alleen de piano.

## Tracklist
1. Crossfire – (Stevie Ray Vaughan) – met Chris Layton, Tommy Shannon, Sam Moore, Kenny Wayne Shepherd en Jack Pearson (5:04)
2. Say What! – (Stevie Ray Vaughan) – met Chris Layton, Tommy Shannon en Kenny Wayne Shepherd – (5:50)
3. That Driving Beat – (Willie Mitchell) - met Mike Farris, Paulie Cerra, Josh Smith en Jack Pearson – (3:46)
4. You’re Killing My Love - (Michael Bloomfield) - met Doyle Bramhall II en Josh Smith (5:46)
5. Sweet Release - (Boz Scaggs) – met Keb' Mo', Mike Farris, Jimmy Hall, Bonnie Bramlett, Vince Gill, Warren Haynes, Paulie Cerra, Joe Bonamassa en Josh Smith – (6:59)
6. Shape I'm In (The Band) - met Kenny Wayne Shepherd, Noah Hunt, Chris Layton, Tommy Shannon, Josh Smith en Jack Pearson (4:29)
7. Hard to Be - (Stevie Ray Vaughan) - met Bonnie Bramlett, Jimmy Hall, Joe Bonamassa, Josh Smith en Jack Pearson (5:24)
8. Riviera Paradise - (Stevie Ray Vaughan) - met Chris Layton, Tommy Shannon, Kenny Wayne Shepherd, Joe Bonamassa en Jack Pearson – (7:25)
9. Take the Time - (Les Dudek) - met Warren Haynes en Joe Bonamassa – (5:18)
10. So Much Trouble – (Tampa Red) - met Joe Bonamassa, Jack Pearson en Mike Henderson – (5:24)
11. I’ve Got a Right to Be Blue – (Tampa Red) - met Keb' Mo' - (4:47)
12. Soul Island – (the Meters) - met Josh Smith en Jack Pearson – (6:37)
13. Blackbird – (the Beatles) – (3:40)

## Productie
Dit album is uitgebracht op 15 februari 2019 op het Mascot-label (waar ook platen worden uitgebracht van o.a. Gov't Mule, Ayreon, The Magpie Salute en Beth Hart). De plaat is geproduceerd door Joe Bonamassa. Het is zijn eerste productie.
Het album is uitgebracht op compact disk (CD) en vinyl (LP). 